# Franca (gemeente)
Franca is een gemeente in de Braziliaanse deelstaat São Paulo. De gemeente telt 330.938 inwoners (schatting 2009).

## Aangrenzende gemeenten
De gemeente grenst aan Batatais, Cristais Paulista, Patrocínio Paulista, Restinga, Ribeirão Corrente, Claraval (MG), Ibiraci (MG) en Passos (MG).

## Geboren
- Abdias do Nascimento (1914-2011), politicus en artiest
- Clóvis Carvalho (1938), politicus
- Welder da Silva Marçal, "Weldinho" (1991), voetballer
- Estêvão (2007), voetballer